# Phyllachora coorgiana
Phyllachora coorgiana är en svampart som beskrevs av Seshadri 1966. Phyllachora coorgiana ingår i släktet Phyllachora och familjen Phyllachoraceae.   Inga underarter finns listade i Catalogue of Life.